# Asfalt lany

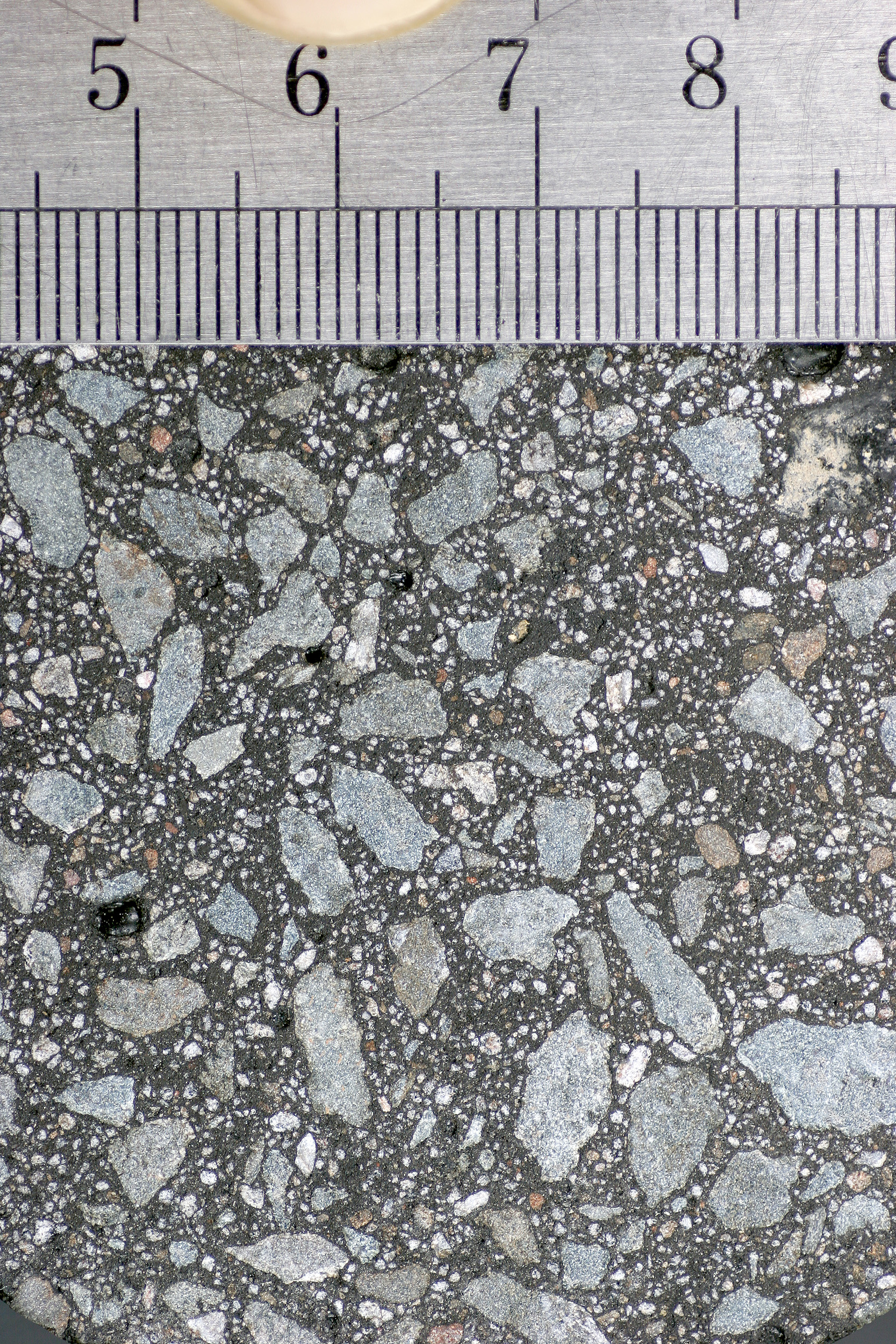
Przekój przez asfalt lany 0/5

Asfalt lany (dawniej używana nazwa – asfalt twardolany; ang. mastic asphalt, fr. asphalte coulé, niem. Gussasphalt) – materiał budowlany stosowany do wykonywania nawierzchni drogowych, rodzaj mieszanki mineralno-asfaltowej o bardzo małej zawartości wolnych przestrzeni z lepiszczem asfaltowym, w której objętość wypełniacza i lepiszcza przewyższa objętość wolnych przestrzeni w mieszance mineralnej. Asfalt lany jest materiałem samozagęszczającym i jedynym rodzajem mieszanki mineralno-asfaltowej, który nie wymaga zagęszczania. Cecha ta jest rezultatem składu mieszanki, w którym znaczną część stanowi lepiszcze asfaltowe i wypełniacz mineralny (mączka wapienna). Mieszanka tych dwóch składników, nazywana także mastyksem asfaltowym (nie mylić z mastic asphalt) szczelnie wypełnia wolne przestrzenie w szkielecie kruszywa mineralnego. Nawierzchnie z asfaltu lanego stosuje się przede wszystkim na obiektach mostowych, a także w miastach, na torowiskach tramwajowych i ciągach pieszych.

## Historia

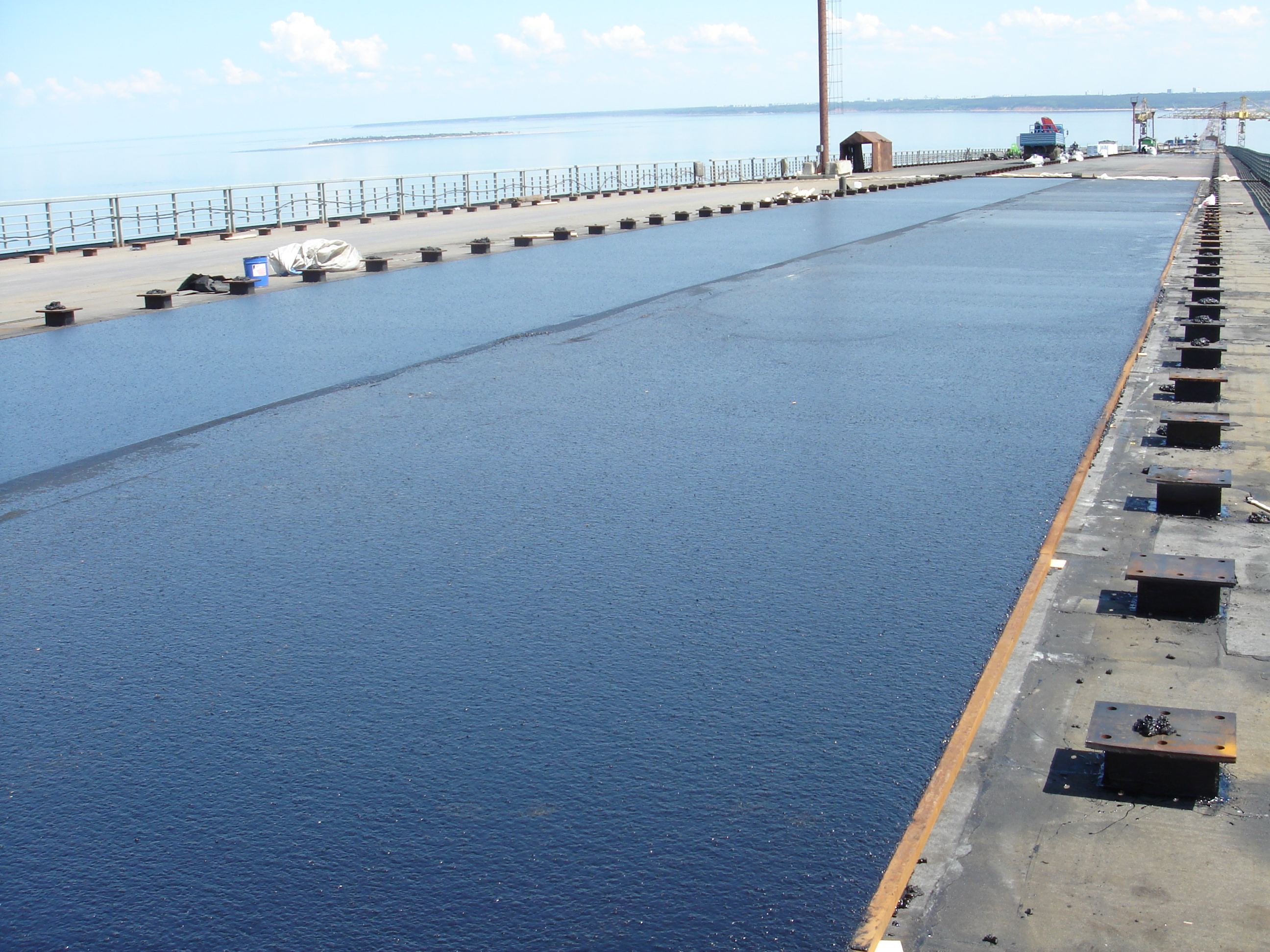
Świeżo ułożona warstwa asfaltu lanego gr. 5 cm, Uljanowsk, Rosja

Asfalt lany jest jednym z najstarszych rodzajów mieszanek mineralno-asfaltowych używanych w budownictwie drogowym. Wynaleziony został w pierwszej połowie XIX wieku w Niemczech. Wynalazcami byli Hennig i Egerstorf, pracownicy firmy eksploatującej złoże asfaltu naturalnego w Ahlem koło Hanoweru. Materiał produkowano w stojących kotłach, na miejscu budowy, w których w podwyższonej temperaturze topiono brykiety („bochenki”) mastyksu asfaltowego, uzyskanego z asfaltu naturalnego wydobywanego ze złoża. Dodawano około 60% grubego piasku lub żwiru i mieszano ręcznie w temperaturze 150–180 °C. Uzyskaną mieszankę rozkładano ręcznie. W krótkim czasie asfalt lany upowszechnił się w całych Niemczech. Wiele nawierzchni zostało wykonanych tą metodą w Berlinie. Następnie technologia ta zaczęła być stosowana w innych miejscach: w Paryżu, Wiedniu, Budapeszcie. W Anglii materiał nazywany był w przeszłości gritted asphalt lub mastic asphalt, obecnie stosuje się tę drugą nazwę. W nazewnictwie XIX-wiecznym stosowany był także długo termin beton asfaltowy, co jest przykładem niekonsekwencji terminologicznej w tej dziedzinie, ponieważ zarówno kiedyś, jak i współcześnie beton asfaltowy stosowany jest do innej, całkowicie odmiennej od asfaltu lanego mieszanki mineralno-asfaltowej.
Wraz z upowszechnianiem się asfaltu lanego miał miejsce rozwój maszyn służących przygotowaniu materiałów (przesiewacze kruszywa) i produkcji asfaltu lanego (kotły). Oprócz stojących kotłów pionowych zaczęto stosować poziome kołty przewoźne, używane do dziś. Powiększył się także popyt na lepiszcze asfaltowe i opracowane zostały ulepszone metody jego wytapiania z asfaltu naturalnego. Pierwotnie asfalt lany układany był wyłącznie ręcznie. Jego zastosowanie w nawierzchniach drogowych i powiększające się obciążenie pojazdów w niedługim czasie doprowadziły do konieczności zwiększenia odporności na deformację nawierzchni wykonanych z tego materiału. Wymagało to stosowania twardszego asfaltu i zmniejszenia jego zawartości w mieszance, co zmniejszało jej urabialność i utrudniało ręczne rozkładanie. Wprowadzono wówczas do użytku rozkładarki do mechanicznego rozkładania asfaltu lanego, co pozwoliło na dalsze jego stosowanie w nawierzchniach dróg również o największych obciążeniach.
Współcześnie wprowadza się zmiany technologiczne mające na celu obniżenie temperatury produkcji asfaltu lanego z myślą o zmniejszeniu emisji oparów, poprawie higieny warunków pracy robotników układających nawierzchnię oraz ograniczeniu uciążliwości dla środowiska. Z tego powodu wprowadzane jest ograniczenie temperatury produkcji asfaltu lanego do 230 °C. Stosuje się także dodatki zmniejszające lepkość asfaltu, co pozwala na zwiększenie jego urabialności w niższej temperaturze i umożliwia obniżenie temperatury produkcji asfaltu lanego o 30 °C.

## Zastosowanie

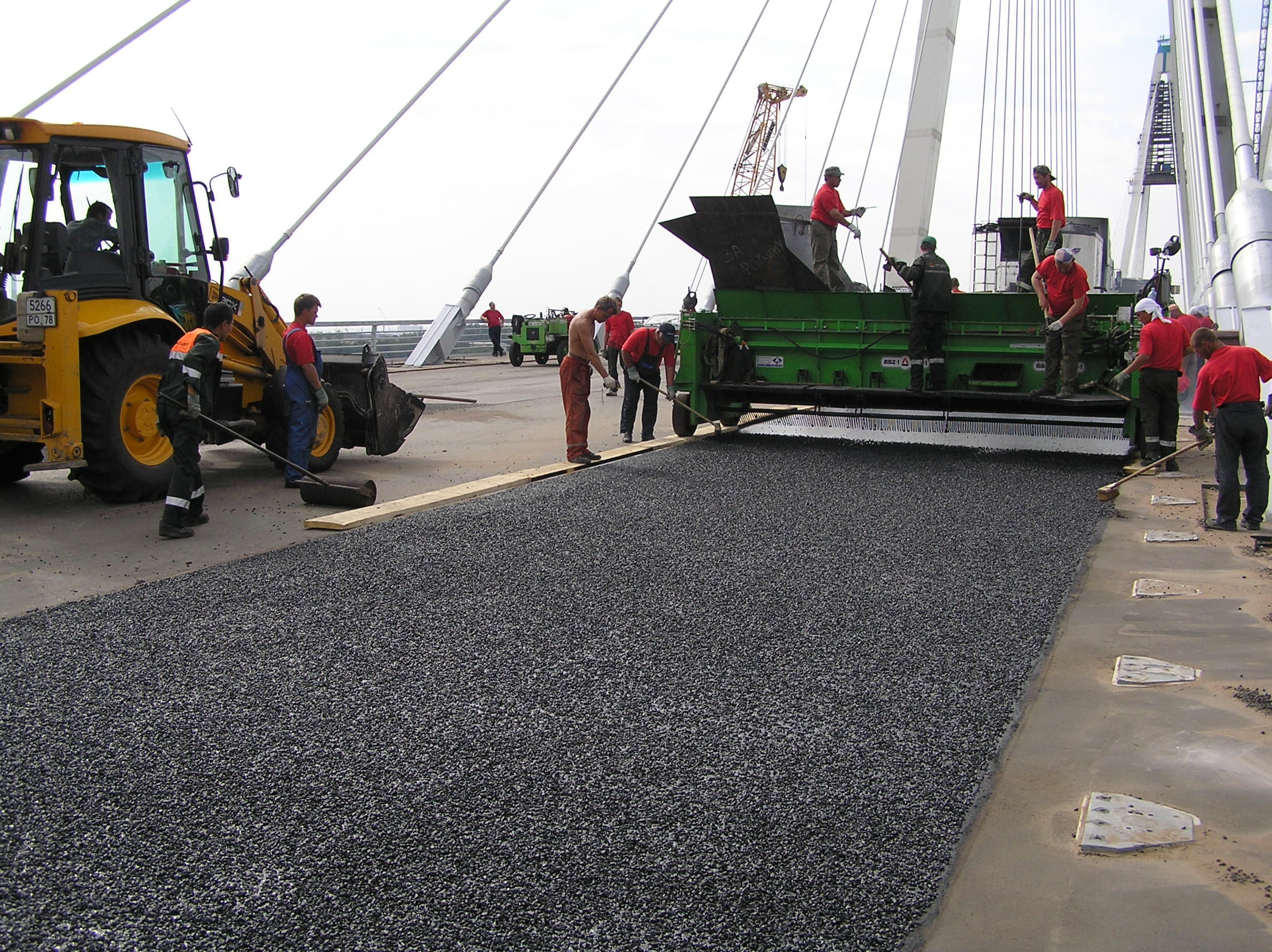
Pokrywanie warstwy asfaltu lanego grysem 10–15 mm, Petersburg, Rosja

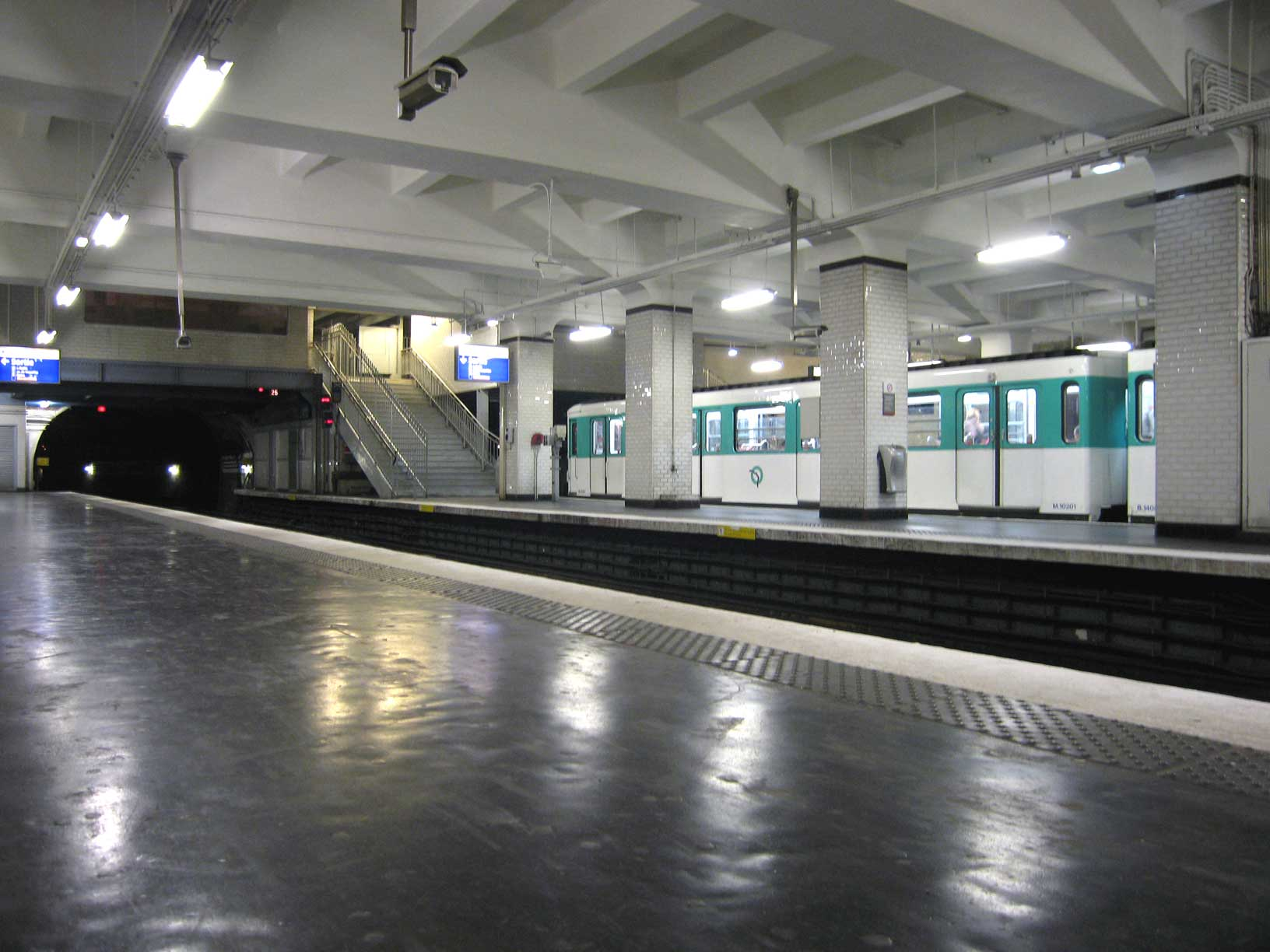
Nawierzchnia z asfaltu lanego na jednej ze stacji metra w Paryżu, Francja

Asfalt lany jest materiałem budowlanym stosowanym do wykonywania nawierzchni drogowych, przede wszystkim na obiektach mostowych. Kluczową zaletą w tym przypadku jest jego samozagęszczalność, co eliminuje niebezpieczeństwo uszkodzenia izolacji pomostu obiektu mostowego podczas układania nawierzchni. Z tego powodu asfalt lany stosowany jest na obiektach mostowych także wtedy, gdy nawierzchnie dróg, w ciągu których znajdują się te obiekty, wykonane są z innego materiału. Materiał stosowany jest także w miastach ze względu na łatwość wykonania lokalnych napraw, które na ulicach są bardzo częste z powodu obecności licznych urządzeń obcych, ulegających częstym awariom. Innym rozpowszechnionym zastosowaniem w miastach jest wypełnianie asfaltem lanym torowisk tramwajowych. Roboty takie wykonywane są mechanicznie przy użyciu specjalnie przystosowanych rozkładarek. Nawierzchnia wykonana w ten sposób cechuje się wysoką trwałością.
Jego użycie rozpowszechnione jest w różnym zakresie w takich krajach jak Austria, Francja, Niemcy, Polska, Szwajcaria, Szwecja czy Wielka Brytania. W Niemczech i Szwajcarii stosowany jest także w nawierzchniach autostrad. W Niemczech do nawierzchni mostowych stosuje się asfalt lany wyłącznie z elastomeroasfaltem, zarówno w nawierzchni jezdni, jak i chodnika oraz ścieku. Uzasadnione jest to m.in. wynikami badań laboratoryjnych trwałości asfaltu lanego pod względem odporności na deformację, niską temperaturę oraz zmęczenie. W Wielkiej Brytanii i Szwecji w nawierzchniach mostowych stosuje się tzw. mastic asphalt, co w tym przypadku oznacza wersję asfaltu lanego drobnoziarnistego i z dużą zawartością lepiszcza. Mieszanka taka rozkładana jest ręcznie w cienkiej warstwie. Asfalt lany spotykany jest także powszechnie na chodnikach w Paryżu, Wiedniu, Zurychu i w wielu innych miastach. Zastosowano go także jako nawierzchnię prawie wszystkich korytarzy paryskiego metra, gdzie układany był ręcznie. Na tego rodzaju chodnikach nieznaczne deformacje powstają w wyniku długotrwałego obciążenia statycznego stojących na nich obiektów, takich jak śmietnik czy pojazd. Deformacje te nie są natomiast wynikiem obciążenia pieszymi.

## Struktura
Asfalt lany jest mieszanką kruszywa mineralnego z mastyksem asfaltowym (nie mylić z mastic asphalt), złożonym z lepiszcza asfaltowego i wypełniacza mineralnego (mączki wapiennej). Jako kruszywo mineralne stosowany jest piasek naturalny w przypadku nawierzchni o mniejszym obciążeniu ruchem oraz mieszanka piasku naturalnego i łamanego w proporcji 1:1 w przypadku nawierzchni o dużym obciążeniu ruchem. Przestrzeń między ziarnami kruszywa wypełniona jest mastyksem asfaltowym złożonym z twardego asfaltu i dużej ilości wypełniacza. Zawartość wolnych przestrzeni w asfalcie lanym wynosi poniżej 1% objętości, nie wymagając zagęszczenia.
Skład taki wynika z różnic znaczenia poszczególnych składników między asfaltem lanym i innymi rodzajami mieszanek mineralno-bitumicznych. W przypadku betonu asfaltowego odporność na deformację uzyskiwana jest przede wszystkim poprzez wzajemne klinowanie ziaren kruszywa szkieletu mineralnego, w którym wolna przestrzeń między ziarnami jest stopniowo wypełniana ziarnami mniejszymi, a asfalt spełnia funkcję lepiszcza. A asfalcie lanym odporność na deformacje jest zależna w znacznym stopniu od konsystencji mastyksu asfaltowego wypełniającego przestrzeń pomiędzy ziarnami kruszywa. Z tego wynika zastosowanie twardego asfaltu i dużej ilości wypełniacza.